# Norma Whalley
Norma Whalley foi uma atriz australiana de teatro e cinema ativa nos Estados Unidos e Grã-Bretanha na era do cinema mudo.

## Filmografia selecionada
- Mr. Gilfil's Love Story (1920)
- Colonel Newcome (1920)
- Greatheart (1921)
- The Pointing Finger (1922)
- The Pauper Millionaire (1922)
- The Crimson Circle (1922)
- A Gipsy Cavalier (1922)
- The Experiment (1922)
- Sliver Blaze (1923)
- The Virgin Queen (1923)
- The Luck of the Navy (1927)
- The Camels Are Coming (1934)